# Heilig-Geist-Kirche (Warschau)
Die katholische Kirche des Heiligen Geistes (polnisch Kościół św. Ducha) in Warschau ist eine katholische Paulinerkirche in der Warschauer Neustadt.

## Geschichte
Die Kirche wurde 1388 von Janusz I. dem Älteren im gotischen Stil gestiftet und im 17. Jahrhundert von den Paulanern übernommen. Die Kirche wurde 1699–1717 im Stil des Spätbarock von Simone Giuseppe Belotti und Giuseppe Piola neugebaut. Im Warschauer Aufstand von der Wehrmacht zunächst niedergebrannt und später durch Sprengung zerstört, wurde die Kirche nach dem Krieg wieder aufgebaut.

## Geographische Lage
Die Kirche befindet sich in der Warschauer Neustadt an der Długastraße („Lange Straße“), die zur Fretastraße führt.

## Darstellungen

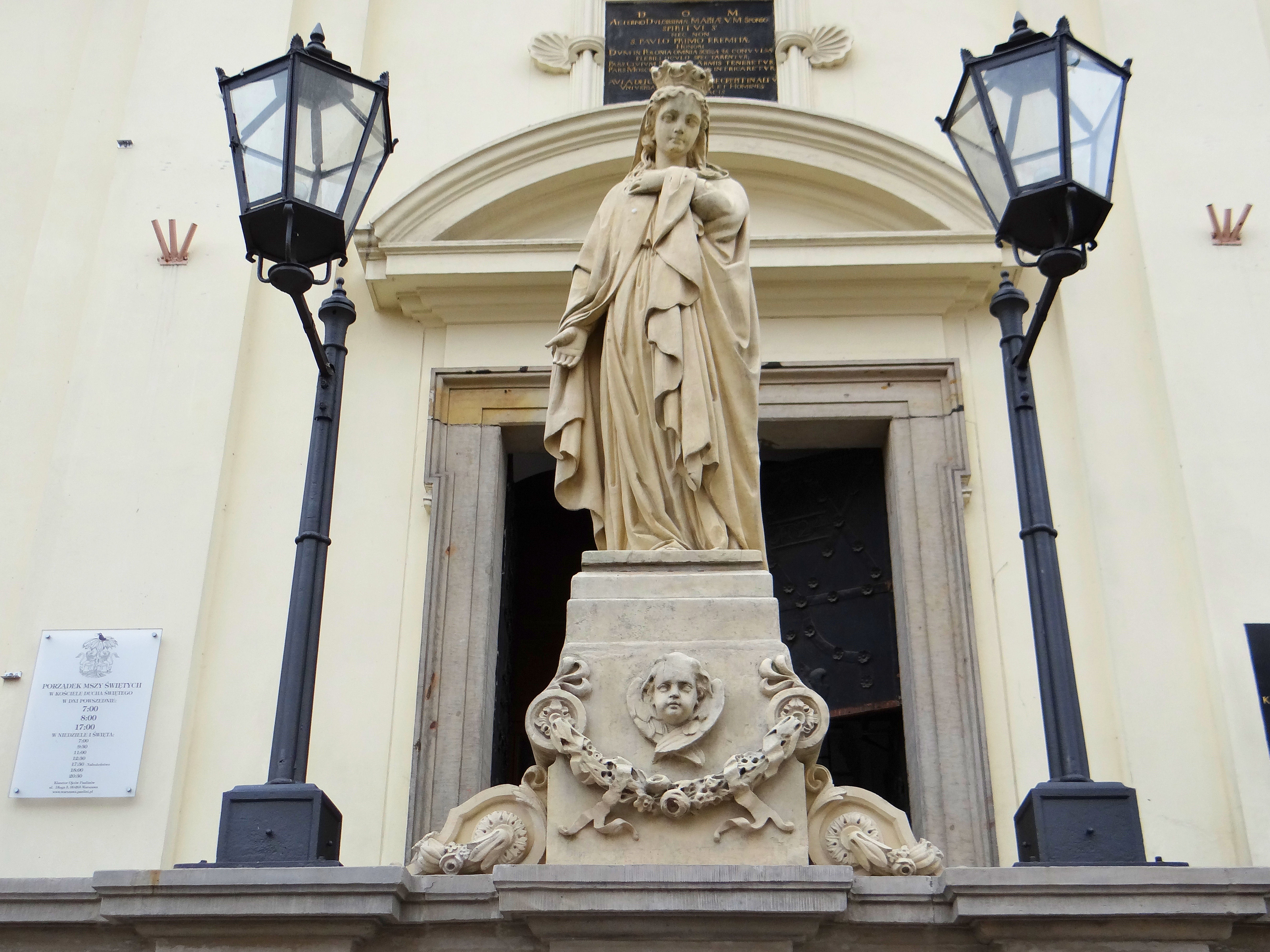
Marienfigur
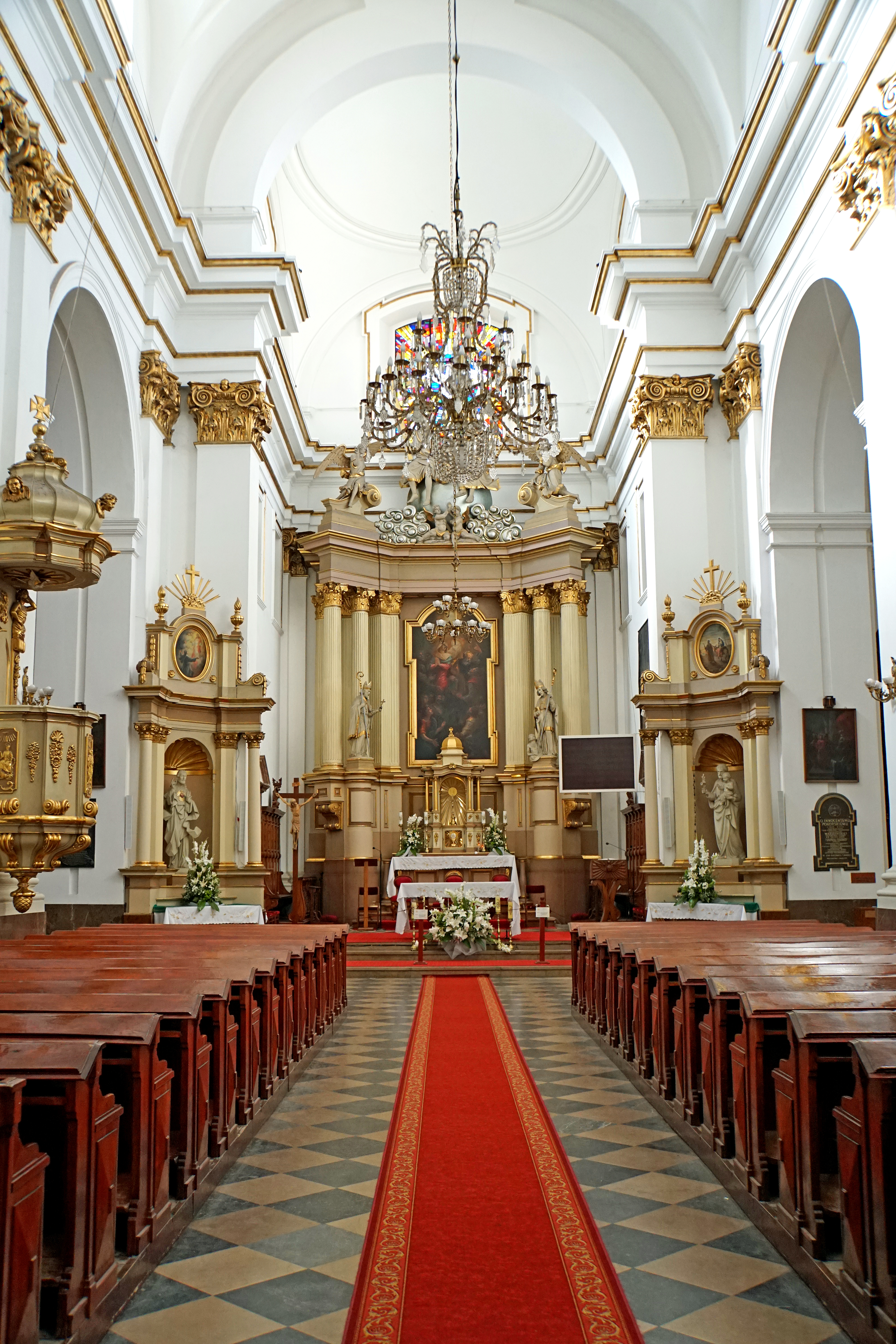
Altar
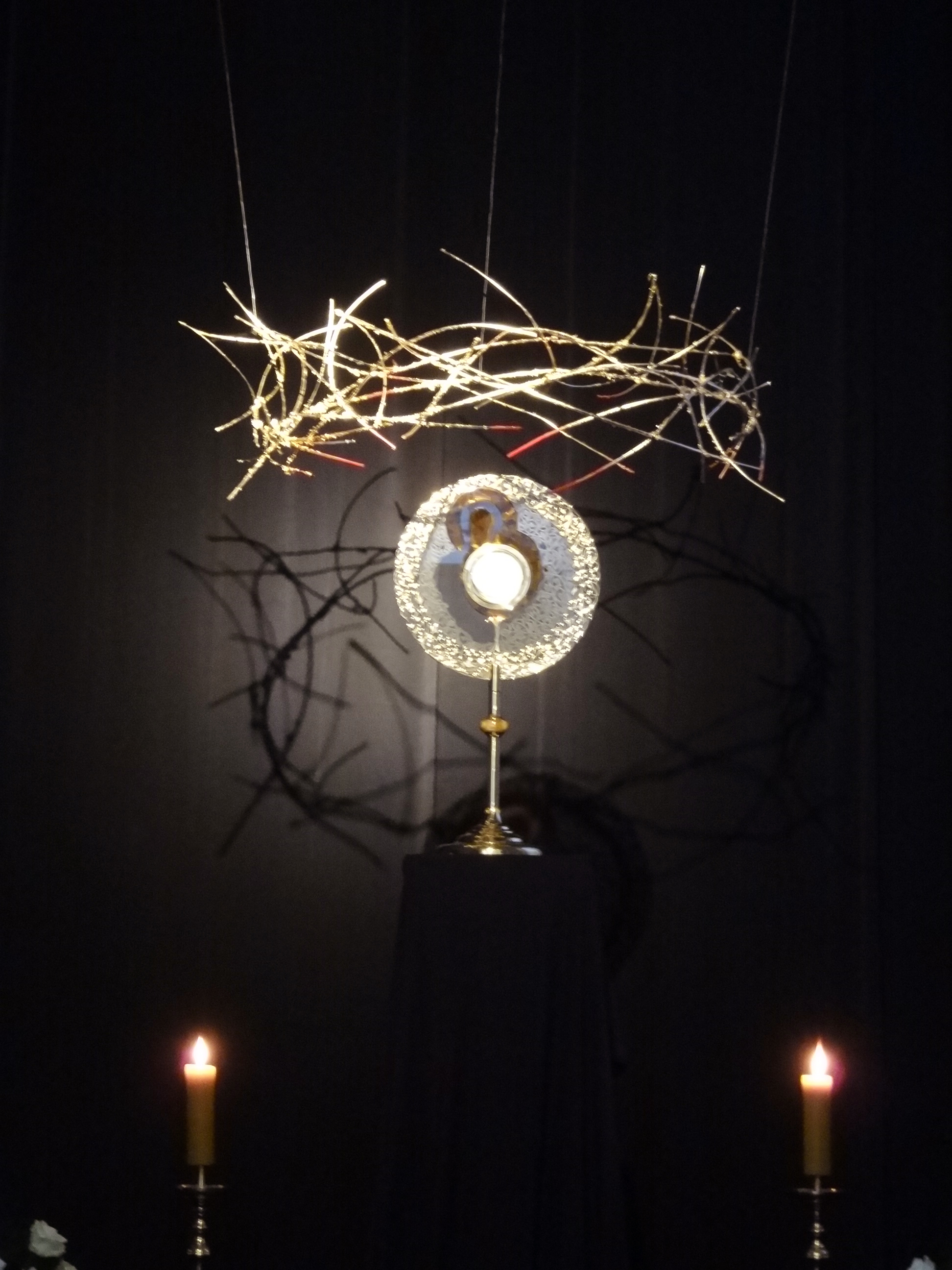
Heiliges Grab am Karsamstag 2023